# Dipartimento di Artigas
Il dipartimento di Artigas (AFI: [aɾˈtiɣas]) è uno dei 19 dipartimenti dell'Uruguay. Situato nel nord-est del Paese, il suo capoluogo è la città di Artigas che confina con la città brasiliana di Quaraí. Il dipartimento risulta il quinto più grande del Paese con un'area di 11.928 km2 e conta 73.378 abitanti (censimento 2011).
Il suo nome, così come quello della città omonima, ha il suo eponimo nell'eroe nazionale José Gervasio Artigas.

## Geografia fisica

### Confini
Situato nell'estremo nord-occidentale del Paese, confina a sud con il Dipartimento di Salto, a nord e ad est con il Brasile e ad ovest con l'Argentina. Nel punto più ad est della regione vi è una disputa territoriale con il Brasile per un'area nota come Rincón de Artigas (ufficialmente Rincón de Maneco).
Nel dipartimento si incontra il punto più a nord di tutto l'Uruguay, denominato Codo del Cuareim.

### Idrografia

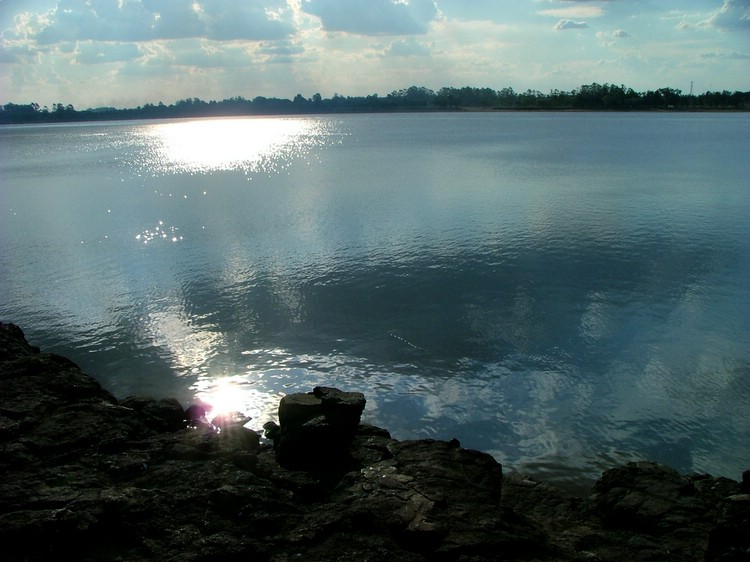
Costa del fiume Uruguay nei pressi di Bella Unión.

Nel dipartimento scorrono tre fiumi, il fiume Cuareim, il fiume Uruguay ed il fiume Arapey che fungono da confini naturali rispettivamente con il Brasile a nord, con l'Argentina ad est e con il Dipartimento di Salto a sud.
Vi sono inoltre vari corsi d'acqua e affluenti dei precedenti tre fiumi che scorrono nel territorio di Artigas:
- Verso il Cuareim scorrono il de la Invernada, il Catalán (con i suoi affluenti Catalán Chico e Catalancito), lo Yacaré, il Cuaró (con gli affluenti Sarandí e Cuaró Chico), il Tres Cruces (e gli affluenti Pelado e Tres Cruces Chico) e lo Yucutujá;
- Verso l'Uruguay confluiscono direttamente lo Yacuy (ed il suo principale affluente, Palma Sola Grande), Ñaquiñá e Itacumbú;
- Nell'Arapey Chico confluiscono il Ceballos, il Patitas e il de las Cañas.

### Orografia

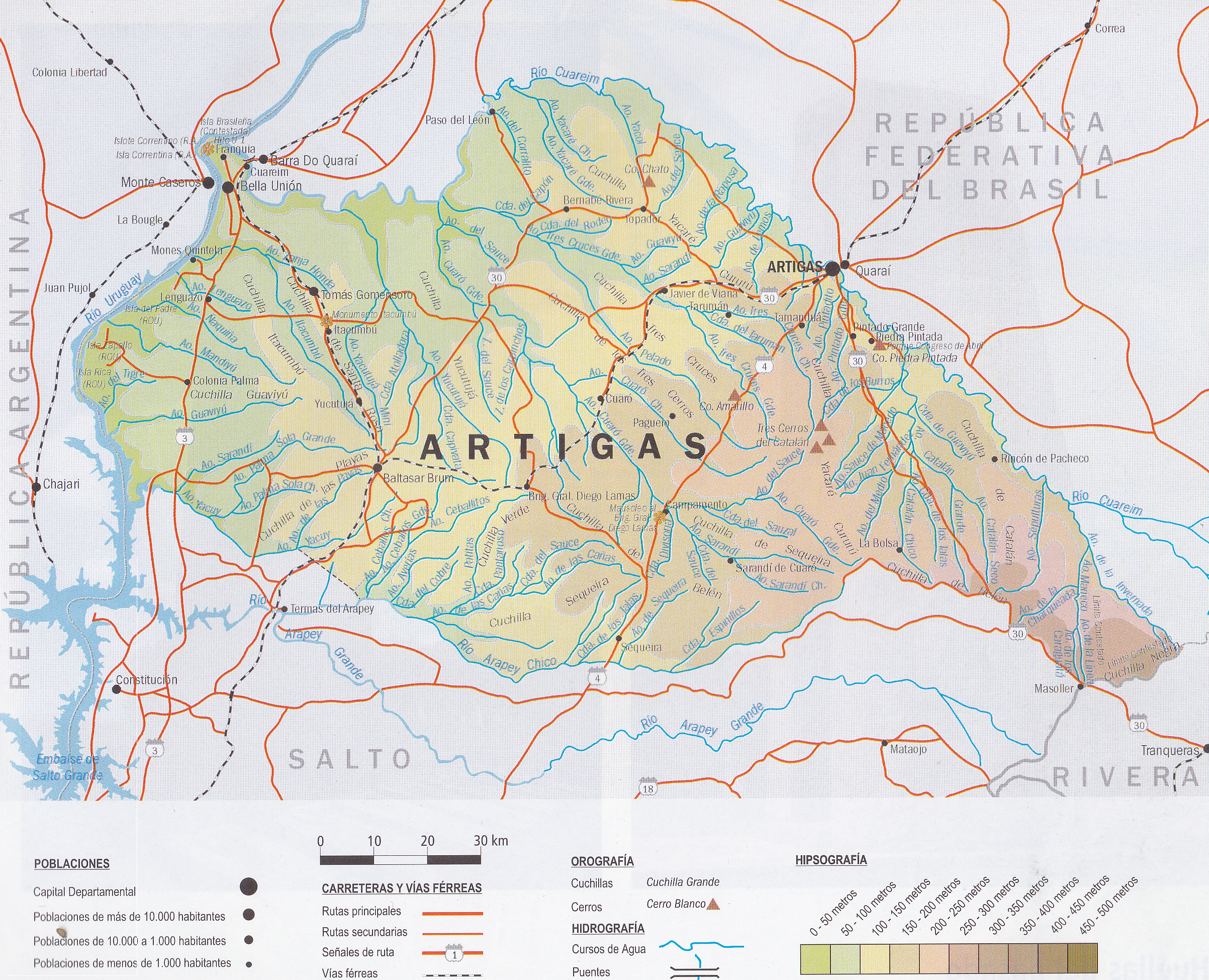
Mappa cartografica del Dipartimento.

Il territorio del Dipartimento può essere diviso in due macroregioni: la zona centrale ed orientale prevalentemente collinare con cueste basaltiche e quella occidentale pianeggiante.
La Cuchilla de Belén è la principale catena collinare della zona e percorre il dipartimento da est a ovest per oltre 150 km dividendo le acque piovane verso il fiume Cuareim a nord e verso l'Arapey a sud. Un'altra catena rilevante è lo Yacaré Cururú che si estende da sud a nord per 110 km dividendo le acque verso il fiume Cuareim e verso il torrende Tres Cruces Grande.
Tutte le catene collinari risultano tabulari o appiattite e sono formate prevalentemente da arenarie; i pendii si caratterizzano per essere sfalsati e per la loro resistenza al processo di erosione, che genera un paesaggio trapezoidale o a gradini. Il punto più alto si trova all'estremo est del dipartimento, nei pressi della Cuchilla Negra, dove si registrano circa 340m s.l.m.
Nei lunghi torrenti che scorrono verso il Cuareim abbondano agata e quarzo (principalmente ametista).
Mano a mano che ci si avvicina al fiume Uruguay ad ovest il terreno che prima risultava ondulato, sassoso e con frequenti conche diventa relativamente pianeggiante dando spazio ad ampie pianure alluvionali.

### Territorio insulare
Tramite un trattato con l'Argentina siglato il 7 aprile 1961, 7 isolotti presenti lungo il corso del Fiume Uruguay rientrano nella giurisdizione uruguaiana:
- Isla del Padre: situata nei pressi della foce dei fiumi Lenguazo e Naquiña;
- Isla Zapallo: lunga 5,5 km e larga 750 metri, si trova alla foce del fiume Mandiyú ed in passato è stata abitata;
- Isla Rica: lunga 3,5 km e larga 650 metri, è situata poche centinaia di metri a sud di Isla Zapallo;
- Isla Carbonera: lunga 600 metri e larga 300, si trova 200 metri a nord-est di Isla Misionera;
- Isla Misionera: lunga 1,4 km e larga 200 metri, si trova a 80 metri dalla costa ed in passato fu abitata da famiglie di missionari; vi si può accedere quando il fiume non è in piena;
- Isla Guaviyú: situata nei pressi della foce del fiume Guaviyú
- Isla del Tigre: a volte riportata come Isla Sin Nombre, è lunga 1,5 km e larga 100 metri e si trova nei pressi della foce del fiume Tigre.

Nei pressi della triplice frontiera con Argentina e Brasile sorge l'Isola Brasiliana, una piccola isola fluviale lunga 7 km e larga 4 situata alla foce del Río Cuareim che confluisce nel fiume Uruguay. L'area è oggetto di contestazione territoriale da parte del governo uruguaiano, il quale sostiene che il Brasile abbia occupato impropriamente il territorio; il conflitto nasce dalla differente interpretazione di un trattato firmato nel 1851 riguardo agli isolotti posti nei pressi della foce del suddetto fiume.

### Clima
Per via della sua posizione geografica il clima è di tipo subtropicale, con la temperatura media ed il tasso medio di precipitazioni più alti dell'intero Paese. Nei mesi invernali si verificano frequentemente forti gelate soprattutto nelle zone rurali.
Le inondazioni si verificano di rado per via della grande quantità di acqua che i principali corsi d'acqua della zona possono sostenere.
La tabella seguente rappresenta dati relativi a temperature, precipitazioni ed umidità misurati nel periodo 1961-1990):
| Artigas                    | Mesi | Mesi | Mesi | Mesi | Mesi | Mesi | Mesi | Mesi | Mesi | Mesi | Mesi | Mesi | Stagioni | Stagioni | Stagioni | Stagioni | Anno  |
| Artigas                    | Gen  | Feb  | Mar  | Apr  | Mag  | Giu  | Lug  | Ago  | Set  | Ott  | Nov  | Dic  | Inv      | Pri      | Est      | Aut      | Anno  |
| -------------------------- | ---- | ---- | ---- | ---- | ---- | ---- | ---- | ---- | ---- | ---- | ---- | ---- | -------- | -------- | -------- | -------- | ----- |
| T. max. media (°C)         | 32,4 | 30,4 | 28,9 | 24,8 | 21,4 | 18,5 | 18,3 | 20,7 | 21,8 | 25,3 | 27,8 | 30,9 | 31,2     | 25,0     | 19,2     | 25,0     | 25,1  |
| T. media (°C)              | 25,4 | 24,6 | 22,5 | 18,9 | 15,7 | 12,9 | 12,1 | 14,4 | 16,0 | 18,7 | 21,4 | 24,0 | 24,7     | 19,0     | 13,1     | 18,7     | 18,9  |
| T. min. media (°C)         | 19,2 | 18,9 | 17,1 | 13,4 | 9,9  | 7,4  | 8,0  | 9,5  | 10,2 | 13,1 | 15,3 | 17,9 | 18,7     | 13,5     | 8,3      | 12,9     | 13,3  |
| T. max. assoluta (°C)      | 40,6 | 39,9 | 37,7 | 34,4 | 31,7 | 28,8 | 29,7 | 31,7 | 34,0 | 36,1 | 40,8 | 39,2 | 40,6     | 37,7     | 31,7     | 40,8     | 40,8  |
| T. min. assoluta (°C)      | 9,0  | 9,4  | 6,3  | 2,0  | −4,2 | −3,5 | −5,2 | −2,8 | −0,8 | 3,6  | 4,3  | 7,2  | 7,2      | −4,2     | −5,2     | −0,8     | −5,2  |
| Precipitazioni (mm)        | 135  | 169  | 151  | 119  | 111  | 81   | 102  | 87   | 113  | 137  | 126  | 119  | 423      | 381      | 270      | 376      | 1 450 |
| Giorni di pioggia          | 5    | 6    | 6    | 6    | 5    | 5    | 6    | 5    | 6    | 5    | 6    | 5    | 16       | 17       | 16       | 17       | 66    |
| Umidità relativa media (%) | 66   | 68   | 73   | 77   | 77   | 81   | 76   | 70   | 74   | 67   | 65   | 66   | 66,7     | 75,7     | 75,7     | 68,7     | 71,7  |

## Storia
Il Dipartimento di Artigas fu creato il 1º ottobre 1884 su una porzione di territorio precedentemente appartenuta al Dipartimento di Salto.
La sua capitale Artigas fu fondata da Don Carlos Catalá il 12 settembre 1852 alla fine della guerra civile uruguaiana con il nome di San Eugenio del Cuareim; come sede scelse la riva del Río Cuareim di fronte a Villa San Juan Batista, un insediamento militare in territorio brasiliano che in seguito assunse il nome di Quaraí. Nel 1915 l'insediamento ottenne lo status di città e cambiò denominazione in Artigas in onore dell'eroe nazionale José Gervasio Artigas.
Con il nome di Santa Rosa del Cuareim, l'attuale Bella Unión fu fondata da Fructuoso Rivera e dai profughi guaraní che non vollero sottostare alla dominazione brasiliana, con il nome di Santa Rosa del Cuareim. Nel 1852 dopo la fine della guerra civile uruguaiana il territorio a nord del Río Cuareim venne riconosciuto come parte dell'Impero del Brasile portando allo sfratto della popolazione. Nel 1853 venne rifondata con il nome di Santa Rosa de la Bella Unión del Quareim. Nel 1929 il governo nazionale, in occasione del centenario della campagna delle Misiones, inviò al senato un disegno di legge per rinominare la località in Bella Unión.

### Simboli

#### Stemma
Lo stemma di Artigas fu progettato da Walter F. Planke e venne approvato il 12 luglio 1964. Lo scudo presenta un campo d'azzurro alla fascia di bianco con banda rossa delle stesse dimensioni delle fasce (replicando quindi l'omonima bandiera). La banda è accostata da due gruppi di figure araldiche: nell'angolo in basso a sinistra è rappresentata una mucca, simbolo della principale fonte di ricchezza del dipartimento, mentre nell'angolo in alto a destra vi sono due elementi fondamentali nella produzione agricola del dipartimento, il riso e la canna da zucchero, alcune linee ondulate che rappresentano i fiumi Cuareim e Uruguay e due ciminiere, simbolo dell'attività industriale.
All'esterno dello scudo, nella parte superiore compaiono una pavoncella del Cile dietro ad un sole nascente che rappresentano rispettivamente vigilanza e uguaglianza e al di sotto di essi vi è la scritta "ARTIGAS" di colore viola. Fanno da decorazione sugli altri lati armi e strumenti usati dagli indigeni.

#### Bandiera
Anche la bandiera del dipartimento, come lo stemma, prende spunto dalla bandiera di Artigas utilizzandone i colori principali, ma differendo nella forma; su sfondo bianco, simboleggiante l'integrità e la purezza degli abitanti, sono presenti i seguenti elementi:
- Una fascia blu inferiore simboleggiante la forte presenza di fiumi e torrenti;
- Un triangolo isoscele rosso con base (posta verticalmente) ed altezza delle dimensioni rispettivamente dell'altezza della bandiera e di un terzo della sua larghezza; posizionata a sinistra con un leggero offset dal margine, rappresenta la triplice frontiera con Brasile ed Argentina, con il colore a rappresentare il fuoco dell'intrepidezza e la gioia per il gemellaggio con le nazioni vicine;
- Un'ellisse bianco posizionato verticalmente nella prima metà del triangolo, a rappresentare le risorse minerarie e le pietre preziose del dipartimento;
- Quattro piccole fasce blu orizzontali che attraversano l'ellisse e rimandano alla bandiera nazionale.[9]

## Società

### Evoluzione demografica
Abitanti censiti (migliaia), dati presi dall'INE (Istituto Nacional de Estadistica uruguayana).

## Geografia antropica

### Comuni
Il 15 marzo 2010, tramite la legge n. 18653 in ottemperanza a quanto previsto dalla legge n. 18567 che prevedeva l'istituzione di comuni in tutti gli insediamenti con 2000 o più abitanti, vengono create tre entità all'interno del Dipartimento di Artigas: i comuni di Bella Unión, Tomás Gomensoro e Baltasar Brum.

ubicazione dei tre comuni del dipartimento di Artigas: 1) Bella Unión, 2) Tomás Gomensoro, 3) Baltasar Brum

.
| Mappa | Comune          | Superficie (km²) | Popolazione (Censo 2011) | Sede            |
| ----- | --------------- | ---------------- | ------------------------ | --------------- |
|       | Baltasar Brum   | 754              | 2608                     | Baltasar Brum   |
|       | Bella Unión     | 547              | 18406                    | Bella Unión     |
|       | Tomás Gomensoro | 804.5            | 2902                     | Tomás Gomensoro |

### Centri urbani
Di seguito una lista delle principali città e dei centri abitati del dipartimento, sulla base dei dati del censimento 2011.
| Località        | Popolazione |
| --------------- | ----------- |
| Artigas         | 40.657      |
| Baltasar Brum   | 2.531       |
| Bella Unión     | 12.200      |
| Las Piedras     | 2.771       |
| Pintadito       | 1.642       |
| Sequeira        | 1.149       |
| Tomás Gomensoro | 2.659       |

| Località          | Popolazione |
| ----------------- | ----------- |
| Bernabe Rivera    | 380         |
| Cainsa            | 355         |
| Cerro Ejido       | 790         |
| Cerro San Eugenio | 425         |
| Colonia Palma     | 440         |
| Coronado          | 438         |
| Cuareim           | 710         |
| Cuaró             | 113         |
| Diego Lamas       | 128         |

| Località                   | Popolazione |
| -------------------------- | ----------- |
| Javier de Viana            | 140         |
| La Bolsa                   | 16          |
| Mones Quintela             | 531         |
| Paso Campamento            | 264         |
| Paso Farías                | 38          |
| P. de Hierro e Campodonico | 323         |
| Rincón de Franquía         | 935         |
| Rincón de Pacheco          | 27          |
| Topador                    | 124         |

## Economia

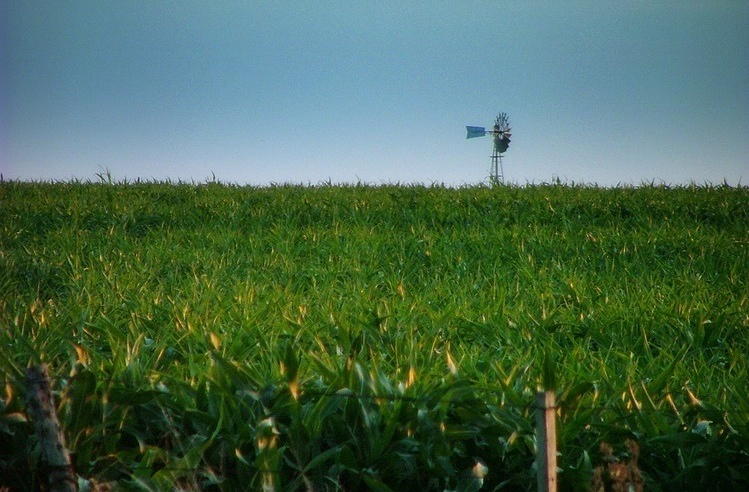
Campi coltivati a Bella Unión.

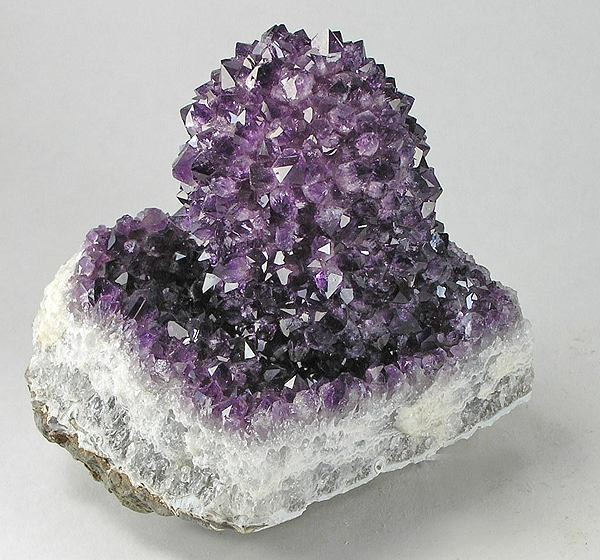
Ametista

Secondo i dati raccolti nel 2014, il dipartimento di Artigas differisce dal resto del Paese per la maggior partecipazione nel settore primario, che rappresenta il 25,1% del GVA a fronte di una media statale del 7,9%; il PIL invece rappresenta l'1,5% del PIL uruguaiano.

### Agricoltura e allevamento
Le risorse naturali determinano le tre attività principali del settore primario: allevamento, agricoltura e industria mineraria.
L'allevamento riguarda principalmente bovini (803.000 capi, 7% del totale nazionale) e ovini (1.200.000 capi, 14,7% del totale nazionale), questi ultimi sfruttati anche per la produzione di lana da pecora. Sono presenti anche 80 produttori del settore caseario, situati nelle aree a nord di Artigas.
Per quanto riguarda l'agricoltura, circa 9.000 ettari sono dedicati alla coltivazione della canna da zucchero nei dintorni di Bella Unión, per la produzione di zucchero, biocarburanti e mangimi. Sempre nei dintorni di Bella Unión vi erano un'importante attività vinicola ed una cooperativa di 250 produttori di ortaggi.
Il clima, i bassi terreni e l'ampia presenza di corsi d'acqua hanno favorito la produzione di riso, che è in costante aumento collocando il dipartimento al terzo posto nel Paese.
Nell'area di Artigas si sviluppa anche la coltivazione del tabacco, la cui produzione viene inviata all'industria Monte Paz del dipartimento di Rivera.
L'attività estrattiva avviene nel bacino del torrente Catalán dove sono presenti giacimenti di pietre semipreziose, soprattutto agata e Ametista; la qualità delle pietre è riconosciuta a livello mondiale.

### Industria
Il settore secondario è rappresentato dallo zuccherificio ALUR, dalla lavorazione del riso nei mulini a vento diffusi in tutto il dipartimento, dall'intaglio delle pietre semipreziose, dalle concerie e dalla produzione di frutta e verdura surgelata.

## Infrastrutture e trasporti

### Strade
Il dipartimento di Artigas rappresenta il 4,7% della rete stradale nazionale, densità inferiore rispetto alla media nazionale; il 15% delle strade è in asfalto di alta qualità, il 34% presenta una qualità media ed il 51% è sterrato o di qualità inferiore.
È collegato al resto del paese attraverso 3 rotte:
- La strada 30: nasce 22 km a sud di Bella Unión da un'intersezione con la strada 3, attraversa il dipartimento da ovest ad est passando per Artigas e termina confluendo nella strada 5 a Rivera; questo ultimo tratto di 133 che va dal capoluogo fino a Rivera fa parte della rete stradale primaria del Paese;
- La strada 3: Nasce nel sud del Paese ed attraversa il dipartimento di Artigas nella sua parte occidentale da sud a nord toccando le città di Colonia Palma, Cainsa e Bella Unión prima di arrivare alla frontiera con il Brasile;
- La strada 4: ha origine nel capoluogo e si congiunge alla strada 31 passando per Paso Campamento, in modo da fornire un collegamento più rapido con la città di Salto.

A livello internazionale è collegato a nord con la città brasiliana di Barra do Quaraí tramite un ponte stradale/ferroviario che attraversa il fiume Cuareim.
Sono in corso valutazioni per la possibile creazione di un ponte sopra il Fiume Uruguay che possa fungere da collegamento con la città argentina di Monte Caseros.

### Ferrovie
Attualmente non sono presenti ferrovie attive nel dipartimento. In passato era presente un tratto che da Salto arrivava a Baltasar Brum per poi biforcare in direzione di Artigas e Bella Unión, raggiungendo il Brasile tramite quest'ultima via.

### Aeroporti
Il dipartimento possiede un aeroporto internazionale situato 4 km a nord-est del capoluogo, ed un aeroporto civile situato 7 km a sud di Bella Unión.